# Nuit au port
Nuit au port – ou Les Sœurs sur le balcon près du port – est un tableau réalisé par le peintre allemand Caspar David Friedrich entre 1818 et 1820. Cette huile sur toile est une nocturne de format vertical qui représente deux sœurs de dos à la balustrade d'un balcon donnant sur les flèches d'une église et la mâture des bâtiments d'un port, sous la lumière de Vénus. L'œuvre est conservée depuis 1963 au musée de l'Ermitage, à musée de l'Ermitage, en Russie.